# 岩手県道229号長部漁港線
岩手県道229号長部漁港線（いわてけんどう229ごう おさべぎょこうせん）は、岩手県陸前高田市を通る一般県道である。

## 概要
国道45号の旧ルートを転用し、大船渡と並ぶ重要漁港である長部漁港を結んでいる。

### 路線データ
- 起点：陸前高田市気仙町字湊（長部漁港）
- 終点：陸前高田市気仙町字川口（国道45号交点）

## 地理

### 通過する自治体
- 陸前高田市

### 交差する道路
- 国道45号（終点）